# Герб Черняхівського району
Герб Черняхі́вського райо́ну — офіційний символ Черняхівського району Житомирської області, затверджений 31 жовтня 2003 року 9-ю сесією Черняхівської районної ради XXIV скликання.
Автор — член Українського геральдичного товариства Алфьоров Олександр.

## Опис герба
У горішній червоній частині щита розміщені шишка хмелю, квітка льону та золоті колоски. У нижній частині щита на зеленому полі в Андріївський хрест — два молоти. Під щитом девізна стрічка із написом «Черняхівський район».

## Значення
Шишка хмелю та квітка льону символізують дві основні культури, якими прославлений район. Золоте колосся підкреслює високоурожайність злакових у районі. Молоти символізують каменярство, гірничу справу і те що у районі видобувається граніт. Зелене поле вказує що район видобуває єдину в Україні породу граніту — габро.